# Miyuki Tokuda
Miyuki Tokuda –en japonés, 徳田 美由樹, Tokuda Miyuki– (3 de noviembre de 1981) es una deportista japonesa que compitió en judo. Ganó una medalla de bronce en el Campeonato Asiático de Judo de 2003 en la categoría de +78 kg.

## Palmarés internacional
| Campeonato Asiático | Campeonato Asiático  | Campeonato Asiático | Campeonato Asiático |
| Año                 | Lugar                | Medalla             | Categoría           |
| ------------------- | -------------------- | ------------------- | ------------------- |
| 2003                | Jeju (Corea del Sur) | Medalla de bronce   | +78 kg              |